# Mary Joe Fernández
Mary Joe Fernandez Godsick (María José Fernandez) (Santo Domingo, Dominikai Köztársaság, 1971. augusztus 19. –) kétszeres olimpiai aranyérmes, páros világelső, világbajnok, Fed-kupa-győztes, dominikai születésű, visszavonult amerikai teniszezőnő.
Párosban két Grand Slam-tornán, az 1991-es Australian Openen és az 1996-os Roland Garroson diadalmaskodott, ezeken kívül még öt alkalommal játszott döntőt. Egyéniben három alkalommal, 1990-ben és 1992-ben az Australian Openen, valamint 1993-ban a Roland Garroson jutott a döntőbe. Párosban két olimpiai aranyérmet nyert, az 1992-es barcelonai és az 1996-os atlantai olimpián, emellett 1992-ben Barcelonában egyéniben még egy bronzérmet szerzett. 1996-ban párosban megnyerte az évvégi világbajnokságot.
1986–2000 közötti pályafutása során hét egyéni és 17 páros WTA-tornagyőzelmet szerzett, emellett párosban még két ITF-tornán végzett az első helyen. Legjobb világranglista helyezése egyéniben és párosban is a 4. hely volt, amelyet egyéniben 1990. október 22-én, párosban 1991. február 18-án ért el.
1991–1998 között 26 mérkőzést játszott az Amerikai Egyesült Államok Fed-kupa-válogatottjának tagjaként. 1996-ban tagja volt a kupát megnyerő amerikai csapatnak.
Ifjúsági korában egymás után négy alkalommal nyerte meg az ifjúságiak legrangosabb tornájának számító Orange Bowl-tornát. A tenisz történetének legfiatalabb játékosaként 14 éves és nyolc napos korában győzött a US Open főtábláján.
Első WTA páros tornagyőzelmét 1989-ben Dallasban aratta, egyéniben először 1990-ben Tokióban nyert tornát.
Profi karrierje befejeztével 2000-től teniszkommentátorként dolgozott az ESPN, valamint a CBS Sports csatornánál. 2008–2016 között az amerikai Fed-kupa-válogatott edzője volt.

## Grand Slam-döntői

### Egyéni (3 döntő)
| Eredmény | Év   | Bajnokság       | Borítás | Ellenfél      | Eredmény      |
| -------- | ---- | --------------- | ------- | ------------- | ------------- |
| Döntős   | 1990 | Australian Open | Kemény  | Steffi Graf   | 3–6, 4–6      |
| Döntős   | 1992 | Australian Open | Kemény  | Szeles Mónika | 2–6, 3–6      |
| Döntős   | 1993 | Roland Garros   | Salak   | Steffi Graf   | 6–4, 2–6, 4–6 |

#### Páros: 7 (2 győzelem, 5 döntő)
| Eredmény | Év   | Bajnokság       | Borítás | Partner           | Ellenfelek                            | Eredmény       |
| -------- | ---- | --------------- | ------- | ----------------- | ------------------------------------- | -------------- |
| Döntős   | 1989 | US Open         | Kemény  | Pam Shriver       | Hana Mandlíková Martina Navratilova   | 7–5, 4–6, 4–6  |
| Döntős   | 1990 | Australian Open | Kemény  | Patty Fendick     | Jana Novotná Helena Suková            | 6–7(5), 6–7(6) |
| Győztes  | 1991 | Australian Open | Kemény  | Patty Fendick     | Gigi Fernández Jana Novotná           | 7–6(4), 6–1    |
| Döntős   | 1992 | Australian Open | Kemény  | Zina Garrison     | Arantxa Sánchez Vicario Helena Suková | 4–6, 6–7(4)    |
| Döntős   | 1996 | Australian Open | Kemény  | Lindsay Davenport | Chanda Rubin Arantxa Sánchez Vicario  | 5–7, 6–2, 4–6  |
| Győztes  | 1996 | Roland Garros   | Salak   | Lindsay Davenport | Gigi Fernández Natallja Zverava       | 6–2, 6–1       |
| Döntős   | 1997 | Roland Garros   | Salak   | Lisa Raymond      | Gigi Fernández Natallja Zverava       | 2–6, 3–6       |